# 守屋竜史
守屋 竜史（もりや りゅうじ）は、日本のアニメーションプロデューサー。株式会社Cygames所属。

## 経歴
スタジオディーンで制作進行、脚本、企画営業部などを経験した後、Cygamesへと転職。以降はプロデューサー業務を行なっている。

## 参加作品

### テレビアニメ
| 年     | 作品名                                     | 役職           | 所属会社         |
| ------ | ------------------------------------------ | -------------- | ---------------- |
| 2005年 | 銀牙伝説WEED                               | 制作進行       | スタジオディーン |
| 2006年 | シムーン                                   | 制作進行       | スタジオディーン |
| 2006年 | 地獄少女 二籠                              | 制作進行       | スタジオディーン |
| 2007年 | シャイニング・ティアーズ・クロス・ウィンド | 制作進行       | スタジオディーン |
| 2007年 | 素敵探偵☆ラビリンス                        | 設定制作       | スタジオディーン |
| 2008年 | 純情ロマンチカ                             | 制作デスク     | スタジオディーン |
| 2008年 | 地獄少女 三鼎                              | 制作担当       | スタジオディーン |
| 2008年 | 純情ロマンチカ2                            | 制作担当       | スタジオディーン |
| 2009年 | うみねこのなく頃に                         | 脚本           | スタジオディーン |
| 2010年 | GIANT KILLING                              | 脚本           | スタジオディーン |
| 2017年 | GRANBLUE FANTASY The Animation             | プロデューサー | Cygames          |
| 2019年 | マナリアフレンズ                           | プロデューサー | Cygames          |
| 2019年 | GRANBLUE FANTASY The Animation Season 2    | プロデューサー | Cygames          |
| 2020年 | プリンセスコネクト！Re:Dive                | プロデューサー | Cygames          |
| 2022年 | プリンセスコネクト！Re:Dive Season 2       | プロデューサー | Cygames          |